# Allders
Allders war das drittgrößte Warenhaus in Großbritannien mit Sitz in Croydon, Großbritannien, gegründet von Joshua Allder im Jahre 1862. Bis zur ersten Insolvenz im Jahre 2005 betrieb Allders eine Vollsortimenter-Warenhauskette mit 50 Filialen.

## Geschichte
Das bis September 2012 bestehende Kaufhaus in Croydon war Gründungsfiliale, und der spätere Flagship Store (Hauptgeschäft). Der Allders-Warenhauskonzern, welcher über viele Jahre durch eigene Expansion und Zukäufe anderer Warenhäuser gewachsen war, betrieb 50 Warenhäuser in ganz Großbritannien, die Mehrzahl davon als klassische Warenhäuser in den Einkaufsstraßen der Innenstädte, aber auch etliche Filialen in Einkaufszentren in Randbezirken.
Allders war die viertgrößte der britischen Kaufhausketten. Der Allders-Warenhauskonzern ging 2005 in Konkurs und wurde in der Folge aufgelöst und stückweise verkauft.
Im Zuge des Konkursverfahrens wurden 35 der Allders Warenhäuser durch Konkurrenzunternehmen wie Debenhams, Primark, British Home Stores (BHS) und House of Fraser übernommen und weiterbetrieben. Die verbliebenen Häuser, die keinen Käufer fanden, begannen im Februar 2005 mit Räumungsverkäufen und wurden bis Mai desselben Jahres geschlossen, darunter auch die große Filiale in der Londoner Oxford Street, welche allerdings später ebenfalls von Primark erworben wurde. Bis Mai 2005 waren – mit Ausnahme von Croydon – alle Allders Häuser geschlossen oder übernommen, wobei die Filiale in Leeds als letzte geschlossen wurde.

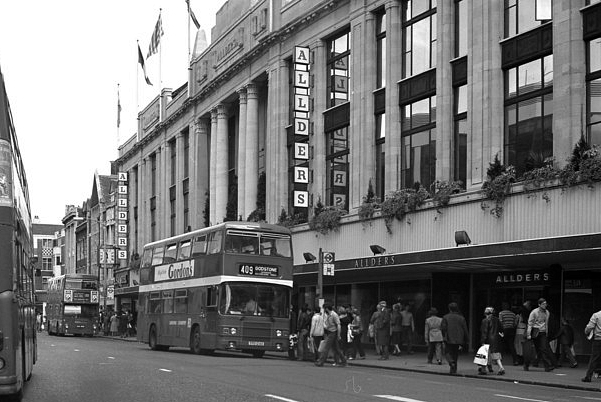
Allders in 1983

Das Haupthaus in Croydon wurde durch Harold Tillman, Eigentümer der Jaeger-Bekleidungshäuser, erworben und wurde bis zu seiner Schließung am 22. September 2012 weiterhin unter dem Namen Allders betrieben. Es war gemessen nach Verkaufsfläche (46.000 m²) das drittgrößte Warenhaus in Großbritannien (nach Harrods und Selfridges) und verfügte jahrelang über die größte Teppichabteilung Europas. Ab 15. Juni 2012 operierte das Unternehmen unter Gläubigerschutz nach britischem Konkursverfahren. In der Folge fand ein Totalräumungsverkauf statt. Den Konkursverwaltern gelang es nicht einen neuen Investor für das historische, aber veraltete Warenhaus zu finden und es wurde zum 22. September 2012, mit dem Verlust von annähernd 1000 Arbeitsplätzen geschlossen.

## Standorte ehemaliger Allders-Warenhäuser
- Aylesford (jetzt BHS)
- Basildon (jetzt Debenhams)
- Basingstoke (jetzt Debenhams)
- Bolton (geschlossen)
- Bromley, 162 High Street (jetzt Primark)
- Bromley, 44 High Street
- Camberley (geschlossen)
- Cardiff (geschlossen)
- Chatham (jetzt Debenhams)
- Chelmsford (geschlossen)
- Chester (jetzt BHS)
- Chichester (jetzt BHS)
- Chineham (geschlossen)
- Clapham (jetzt Debenhams)
- Coventry (jetzt Primark)
- Crawley
- Croydon (das frühere Hauptgeschäft und bis September 2012 der einzige verbliebene Allders, jetzt Croydon Outlet Village)
- Eltham (geschlossen)
- Guilford (jetzt Primark)
- Handforth (jetzt BHS)
- Horsham (geschlossen, seit 2006 Kaufhaus Beales)
- Ilford (jetzt Debenhams)
- Ipswich (geschlossen)
- Kingston upon Hull (jetzt Primark)
- Kingston upon Thames, 2 Clarence Street (geschlossen)
- Kingston upon Thames, 76 Eden Street (jetzt Primark)
- Kirkstall (jetzt BHS)
- Knaresborough (jetzt BHS)
- Lakeside (geschlossen)
- Leeds (geschlossen)
- Leicester (jetzt Primark)
- Lincoln (jetzt BHS)
- London, Oxford Street (geschlossen, später von Primark gekauft)
- Northampton (jetzt BHS)
- Nottingham (geschlossen)
- Oxford (jetzt Primark)
- Portsmouth (jetzt Debenhams)
- Reading (geschlossen)
- Redditch
- Romford (geschlossen)
- Rotherham
- Sheffield (geschlossen)
- Slough (jetzt Debenhams)
- Southampton
- Sutton (jetzt Debenhams)
- Sutton Coldfield (geschlossen)
- Watford
- Woking (jetzt Debenhams)
- York, Clifton Moor (geschlossen)
- York, Coppergate (jetzt BHS)